# 로이 바스카
램 로이 바스카(Ram Roy Bhaskar)(1944–2014)는 비판적 실재론(critical realism)이라는 철학 사조의 창시자로 가장 잘 알려진 영국의  과학철학자이다. 바스카는 과학의 과제가 양적 법칙의 발견이라기보다는 "세계의 현상들을 생산하는 지속적이고 활동적인 기제(mechanism)들에 대한 지식의 생산"이며, 따라서 실험과학(experimental science)은 단지 그와 같은 기제들이 실험실 내부뿐만 아니라 외부에서 존재 및 작동할 때에만 의미가 있다고 주장한다. 나아가 바스카는 기제들과 인과적 힘(causal power)들에 대한 실재론을 사회과학 철학에 적용했으며, 또한 철학과 인간과학(human science)들의 중요한 역할을 뒷받침하는 일련의 주장을 정교화했다. 바스카에 따르면, 사회에 대한 연구는 과학적으로 가능하며 또한 바람직한 것이다.
바스카는 유니버시티 칼리지 런던(University College London)dml 교육연구대학원(Institute of Education)에서 World Scholar로 재직했다.

## 같이 보기
- 비판적 실재론 (사회과학 철학)
- 구조와 기관